# اسه‌تار
اسه‌تار (به لاتین: Esetar) یک منطقهٔ مسکونی در روسیه است که در شهرستان دوکوزپارینسکی واقع شده‌است.